# HD159930
HD159930 — хімічно пекулярна зоря спектрального класу A0, що має видиму зоряну величину в смузі V приблизно 10,0.
Вона  розташована на відстані близько 913,6 світлових років від Сонця.

## Пекулярний хімічний склад
Зоряна атмосфера HD159930 має підвищений вміст 
Eu
.